# Enyaliopsis robustus
Enyaliopsis robustus är en insektsart som beskrevs av Weidner 1957. Enyaliopsis robustus ingår i släktet Enyaliopsis och familjen vårtbitare. Inga underarter finns listade i Catalogue of Life.